# کروف
کروف (به آلمانی: Kröv) یک شهر در آلمان است که در برنکاستل-ویتلیش واقع شده‌است. کروف ۲٬۲۸۳ نفر جمعیت دارد.